# 伊萬尼夫卡 (別爾江斯克區)
47°0′19″N 36°37′14″E / 47.00528°N 36.62056°E
伊萬尼夫卡（烏克蘭語：Іванівка）是位於烏克蘭東南部的村莊，由扎波羅熱州别尔江斯克区的安德里伊夫卡市鎮負責管轄。該村始建於1923年，面積1.01平方公里，海拔高度74米，2001年人口150，人口密度每平方公里148.1人。